# Stockach

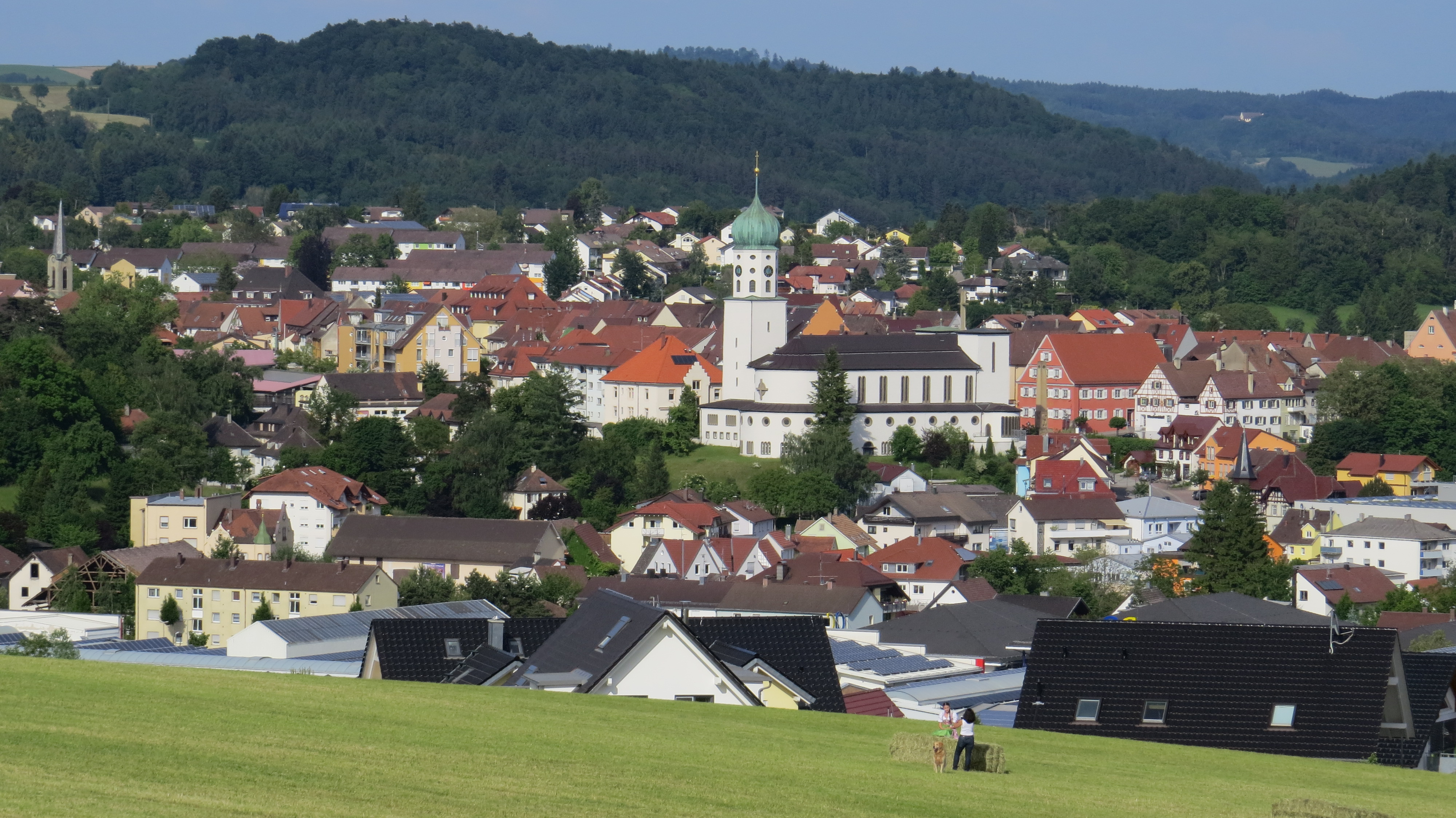
Stockach von Westen

Stockach ist eine Stadt im Landkreis Konstanz im Süden Baden-Württembergs. Sie bildet ein Mittelzentrum für die umliegenden Gemeinden. Die Stadt war von 1939 bis zum 1. Januar 1973 Kreisstadt des damaligen Landkreises Stockach.

## Geografie

### Lage
Stockach liegt im Hegau fünf Kilometer nordwestlich des Bodensees in einer Höhenlage von 452,8 m im Tal der Stockacher Aach bis 670,7 m ü. NHN im Stadtwald „Schnaidt“.

### Geologie
Das ausgedehnte, von Stockacher- und Mahlspürer Aach zerschnittene Stadtgebiet liegt im Bereich der das Bodenseebecken umrahmenden Molasserücken, die flach nach Süden einfallen. Der tertiäre Untergrund aus Unterer Süßwassermolasse und Oberer Meeresmolasse ist überwiegend an den Talhängen aufgeschlossen, während auf den Höhenrücken und hochflächenartigen Hügelzügen eiszeitliche Ablagerungen mit Grund- und Endmoränen anstehen. Im nördlichen Stadtgebiet auf Gemarkung Hoppetenzell dehnen sich auf den tertiären Molasseschichten Schotterterrassen der Riß- und Würm-Kaltzeit aus. Der Würm-Kaltzeit zuzurechnende Beckentone und -sande sind bei Hoppetenzell teilweise in der Gestalt von kuppigen Erosionsresten erhalten und als Überreste eines eiszeitlichen Stausees zu deuten.

#### Erdbeben
Am Abend des 28. November 1886 kam es durch eine von Südost nach Nordwest fortschreitende wellenförmige Erdbewegung in der sogenannten Stockacher Verwerfung zu einem lokalen Erdbeben. Um 22.57 Uhr riss ein erster von drei innerhalb fünf bis sechs Sekunden aufeinanderfolgenden Stößen die Bevölkerung aus dem Schlaf, im rund vier Kilometer entfernten Ort Winterspüren waren diese noch deutlich zu spüren. Diese Bruchlinie verläuft wohl parallel der Leiblachlinie nördlich an der Nellenburg vorbei nach Südwesten, überschreitet wahrscheinlich die nördliche Fortsetzung des Überlingerseetals und lässt sich dann bis in die Gegend von Steißlingen verfolgen.
Auch am 16. November 1911, um 22.25 Uhr, bebte die Erde in Stockach: Zwei Erdstöße erschreckten die Besucher des Martinimarkts, sie dauerten bis zu 25 Sekunden; ein Nachbeben folgte gegen 3 Uhr früh. Das Beben – sein Zentrum lag bei Ebingen – wurde als „eines der bedeutendsten in Mitteleuropa seit langer Zeit“ bezeichnet. Viele Gebäude und besonders die katholische Stadtkirche wurden erheblich beschädigt; die Schadenssumme betrug 38.963 Mark.
Ein weiteres Erdbeben wurde in der Nacht zum 18. April 1961 gegen 1.15 Uhr wahrgenommen; ihm war ein mehrere Sekunden dauerndes Rollen vorausgegangen. Das Beben verursachte nur leichte Schäden.

### Stadtgliederung
Die Stadt Stockach besteht aus der Kernstadt, den früher selbstständigen Gemeinden Espasingen, Hindelwangen, Hoppetenzell, Mahlspüren im Hegau, Mahlspüren im Tal, Raithaslach, Wahlwies, Winterspüren und Zizenhausen sowie 79 weiteren Dörfern, Weilern, Zinken, Höfen und Häusern.
| Stadtteil                      | Dörfer, Weiler, Zinken, Wohnplätze, Höfe und Häuser | Einwohner (31.12.2023) | Einwohner (31.12.2013) | Einwohner (31.12.2003) | Fläche (Hektar) |
| ------------------------------ | --- | ---------------------- | ---------------------- | ---------------------- | --------------- |
| Stockach (Kernstadt)           | Stadt Stockach (⊙), der Weiler Airach (⊙), die Siedlung Besetze (z. T. zu den Gemarkungen Hindelwangen und Winterspüren; (⊙)), die Höfe Hohenfels (⊙), Loretto (⊙) und Rosenberg sowie der Wohnplatz Dietsche (⊙) | 8952                   | 8235                   | 8093                   | 920             |
| Espasingen                     | Dorf Espasingen (⊙), das Gehöft Spittelsberg (⊙) und der Wohnplatz Forsthaus Spittelsberg | 807                    | 707                    | 684                    | 950             |
| Hindelwangen                   | Dorf Hindelwangen (⊙), der Weiler Burgtal (⊙), die Höfe Berlingerhof (⊙), Braunenberg (⊙), Lohnerhof (⊙) und Nellenburg (⊙) sowie die Wohnplätze Besetze (z. T. zur Gemarkung Stockach und Winterspüren; (⊙)), Döbelehaus, Kiesgrube und Zollbruck (⊙) | 1335                   | 1413                   | 1461                   | 950             |
| Hoppetenzell                   | Dorf Hoppetenzell (⊙), die Höfe Doserhof (⊙), Neuseggehof (Christusreute; (⊙)), Schachen, Schallberg (⊙) und Wolfholzerhof (⊙) sowie der Wohnplatz Altsegge(secke, Segge; (⊙)) | 674                    | 554                    | 569                    | 400             |
| Mahlspüren im Hegau            | Dorf Mahlspüren im Hegau (⊙), der Weiler Windegg (z. T. zur Gemarkung Zizenhausen; (⊙)), die Höfe Auf den Reuten (Taubenhof; (⊙)), Härtle (Oberes; (⊙)), Harthof (⊙), Kehlenhof (⊙), Letten (Obere und Untere; (⊙)), Schleichenhof (⊙), Schlierbahn (⊙), Stockfelderhof (⊙) und Unteres Härtle (Ozenbühl; (⊙))                                                                           | 521                    | 446                    | 459                    | 420             |
| Mahlspüren im Tal / Seelfingen | Dorf Mahlspüren im Tal (⊙) und Dorf Seelfingen (⊙), die Höfe Herbstenhof (⊙), Oberer Hof (Lehensitzerhof; (⊙)), Obernusserhof (⊙), Unternusserhof (⊙), Veitshöfe (⊙) und Veitsmühle (⊙) sowie die Wohnplätze Im Hallstock (Spechtenhaus; (⊙)), Steighof (⊙) und Ziegelei | 653                    | 622                    | 615                    | 710             |
| Raithaslach                    | Dorf Raithaslach (⊙), die Höfe Hintereichen (⊙), Sandlochhof (⊙) und Wiedenholzhöfe (⊙) sowie die Wohnplätze Hatzenlochhof (⊙) und Im Unterbach | 380                    | 370                    | 367                    | 210             |
| Wahlwies                       | Dorf Wahlwies (⊙) | 2163                   | 2103                   | 2196                   | 900             |
| Winterspüren                   | Dorf Winterspüren (⊙), die Weiler Frickenweiler (⊙), Hengelau (⊙) und Ursaul (⊙), die Zinken Besetze (z. T. zu den Gemarkungen Hindelwangen und Stockach; (⊙)) und die Höfe Eggenried (⊙), Einöde (⊙), Heinrichsweiler (⊙), Hildegrund (⊙), Hochreute (⊙), Hungerhof (⊙), Jettweiler (⊙), Malezreute (⊙), Maushalde (⊙), Mooshof (⊙), Sailerhof (⊙), Sonnenberg (⊙) und Streichenhof (⊙) | 929                    | 822                    | 813                    | 1200            |
| Zizenhausen                    | Dorf Zizenhausen (⊙), die Weiler Bleiche (⊙), Schmelze (⊙) und Windegg (z. T. zur Gemarkung Mahlspüren im Hegau; (⊙)) sowie die Wohnplätze Altsegge (Segge) (⊙) und Ebenehof | 1363                   | 1283                   | 1285                   | 210             |

## Geschichte

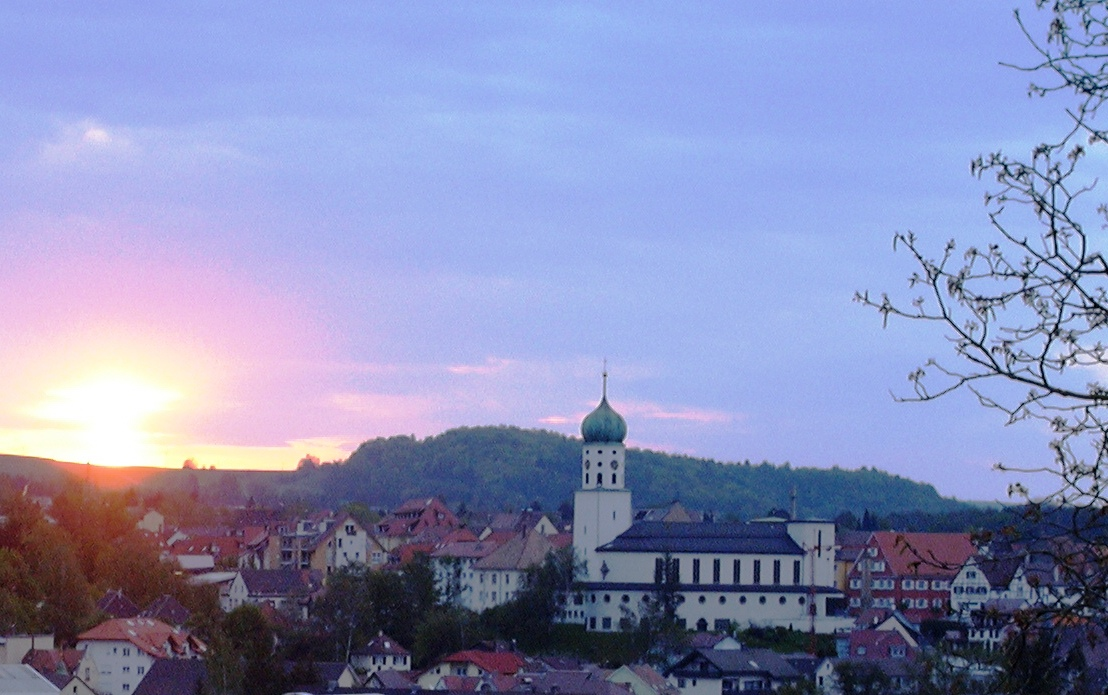
Stockach 2005 (Blick vom Nellenburger Hang)

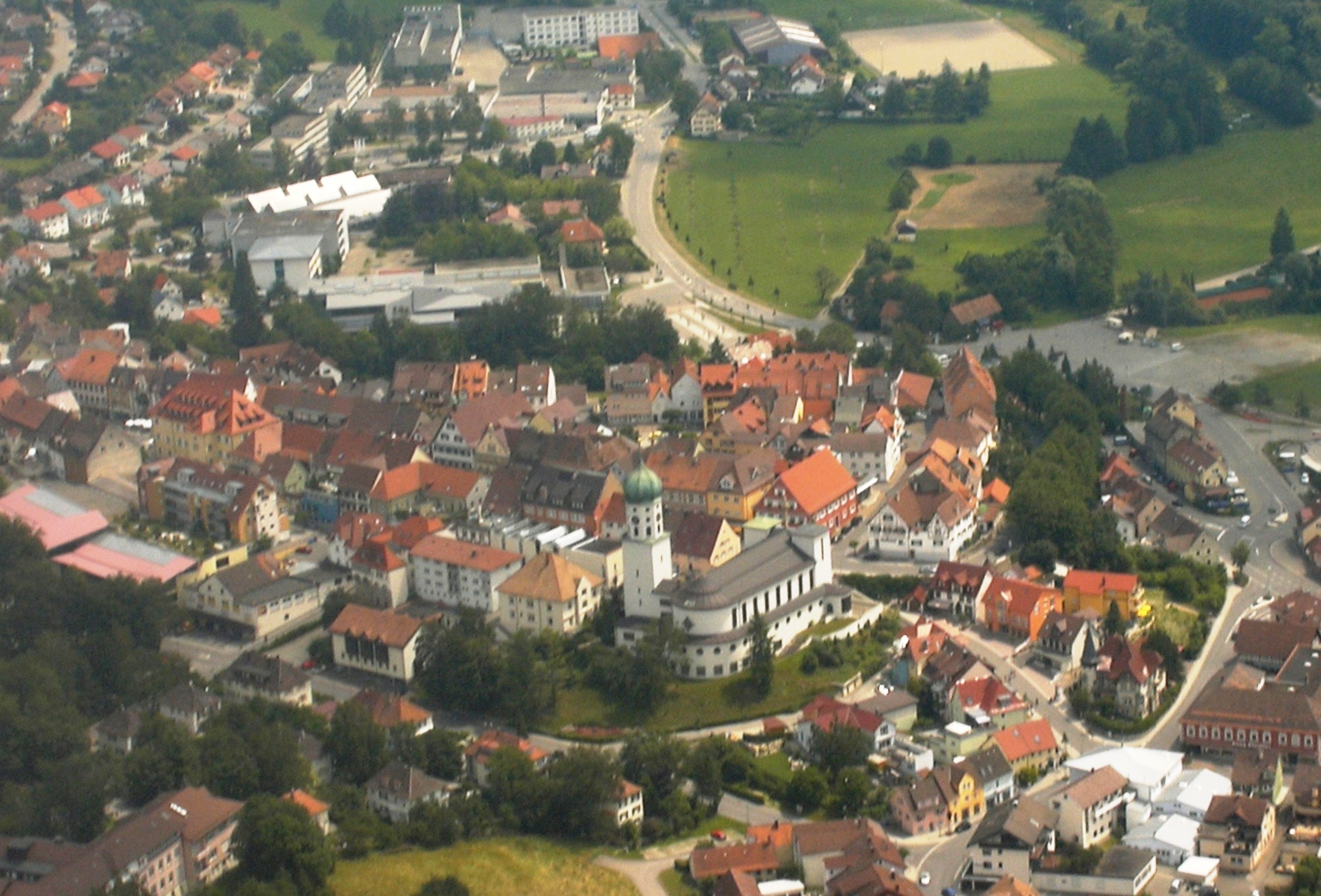
Luftbild von Stockach (2006)

### Vorgeschichte und Mittelalter
Gräberfunde lassen sich aus der Hallstattzeit (700 v. Chr.), der Kelten- (4. Jahrhundert v. Chr.) und der Alemannenzeit (400 bis 800 n. Chr.) in der Vorstadt Rißtorf nachweisen. Kleinfunde belegen überdies, dass das Gebiet auch in römischer Zeit (ca. 10 v. Chr. bis 400 n. Chr.) besiedelt war. In Wahlwies konnte ein römischer Gutshof nachgewiesen werden.
Zwischen 750 und 1056 wurde die Nellenburg gebaut und erweitert. Erstmals schriftlich erwähnt wurde der Ort um 1150 als Stocka. Neben einem älteren Dorf im Tal der Stockacher Aach an der Kreuzung zweier ehemaliger Römerstraßen gründeten Mitte des 13. Jahrhunderts die Grafen von Nellenburg auf einer geschützten Anhöhe die Stadt Stockach nach einfach gegliedertem Plan. Seit 1275 bestand das Amt Stockach in der Grafschaft Nellenburg, im Jahr 1278 (wahrscheinlich) oder 1283 (belegt) erhielt Stockach das Stadtrecht, als Graf Mangold von Nellenburg einen Vertrag mit den Worten datum et actum in civitate stoka unterzeichnen ließ.
Im Jahr 1351 soll Kuony von Stocken (auch manchmal als Hans Kuony) für seinen weisen Rat bei der Schlacht am Morgarten im Jahr 1315 das Privileg eines Narrengerichtes erhalten haben. Das nicht erhaltene Privileg gilt als Ursprung des heutigen Stockacher Narrengerichtes.  Der Text des heute geltenden Privilegs stammt in Form einer „Abschrift“ wohl aus dem 19. Jahrhundert. Tatsächlich wird die Existenz eines sogenannten Narrengerichts erstmals 1661 in einem Ratsprotokoll erwähnt.
Nach dem Aussterben der dritten Linie der Grafen von Nellenburg kam Stockach mit der Landgrafschaft Nellenburg an die Freiherren von Tengen. Johannes von Nellenburg-Tengen verkaufte 1465 das Stockacher Land samt Stadt für knapp 38.000 Gulden endgültig an die Habsburger und die Grafschaft Nellenburg kam zu Österreich. Über viele hundert Jahre regierten die vorderösterreichischen Landvögte in Stockach. Das Haus Habsburg blieb bis 1805 Stadt- und Landesherr (→ Vorderösterreich).

### 16. bis 18. Jahrhundert
Im Jahr 1499 zeigte sich, dass die Herrschaft der Österreicher nicht alleinige Sicherheit brachte. Im Zuge des Schweizerkriegs (auch als Schwabenkrieg bekannt) drangen die eidgenössischen Schweizer in den Hegau vor – und bis vor die Tore Stockachs. Es kam zur vergeblichen Belagerung Stockachs. An diese Begebenheit erinnert der sogenannte „Schweizer Feiertag“ als Traditionsveranstaltung heute noch. Dabei sind vor, während und nach dem dreitägigen Stadtfest jeweils im Juni neben der lokalen Bevölkerung immer auch Schweizer anzutreffen.
Im Jahre 1704 während des Spanischen Erbfolgekrieges (1701–1714) ließ der bayerische Kurfürst Max Emanuel Stockach weitgehend niederbrennen. 1770 übernachtete die Habsburger Erzherzogin Marie-Antoinette auf ihrem Weg zur Hochzeit mit dem französischen Thronfolger im habsburgischen Stockach. Stockach war damals Teil von Schwäbisch-Österreich und ein bedeutender Straßenknotenpunkt zwischen Ulm, Schaffhausen, Tuttlingen und Konstanz. Hier kreuzte sich der Postkutschenverkehr auf der Strecke Wien-Paris/Brüssel, Stuttgart-Zürich sowie Ulm-Basel. Der gesamte Fuhrverkehr musste sich hier die Kirchhalde hochquälen; dabei entstanden häufig Schäden an den Fuhrwerken. Die ortsansässigen Handwerker wie der hier seit 1790 ansässige Seiler verdienten gut an dem Durchgangsverkehr.

### Französische Revolution und Industrialisierung

Stockach um 1907

Turbulente Zeiten begannen für Stockach mit der Französischen Revolution (1789 bis 1799) und mit Napoleon Bonaparte. Im Kriegsjahr 1799 lag die Frontlinie der sich im Zweiten Koalitionskrieg bekämpfenden Österreicher unter Erzherzog Karl und der Franzosen unter General Jourdan zwischen Stockach und dem Witthoh. Am 25. März 1799 kam es zur Schlacht bei Stockach und Liptingen, bei welcher der in Diensten der Habsburger stehende Feldmarschallleutnant Karl Aloys Fürst zu Fürstenberg bei Liptingen fiel und von seinen Soldaten zur Aufbahrung in die Stadt gebracht wurde. Im Zuge des Schlachtverlaufes errangen die Österreicher einen Sieg über die Franzosen. Dieses Glück währte jedoch nicht lange: Als Napoleon sich 1804 zum König von Italien krönte, kam es erneut zum Krieg mit Österreich. Die süddeutschen Staaten Bayern, Württemberg und Baden schlossen sich gestärkt durch den Reichsdeputationshauptschluss Frankreich an. Im Jahr 1805 war das Ende der österreichischen Herrschaft in Süddeutschland besiegelt, Napoleon trat jetzt als Reformer Europas auf und belohnte seine Kriegspartner mit den ehemals schwäbisch-österreichischen Gebieten. Stockach fiel damals zunächst an Württemberg. Am 23. November 1810 wurde das Stockacher Oberamt an Baden übergeben (→ Grenzvertrag zwischen Württemberg und Baden). Am 9. März 1848 wurde im Zuge der bürgerlich-revolutionären Erhebung zum ersten Mal in Deutschland vom Dandler-Balkon in Stockach die Deutsche Republik ausgerufen, als Joseph Fickler, der Redakteur der Konstanzer Seeblätter, vor 6000 begeisterten Männern aus dem ganzen Seekreis eine flammende Rede hielt. Doch wurde die revolutionäre Stimmung schon bald durch bayrische, später württembergische und preußische Truppen erstickt. Ende 1851 zogen die letzten Besatzungstruppen ab.
Mitte des 19. Jahrhunderts setzte in Stockach die Industrialisierung ein. Im Tal der Aach entstanden Industriebetriebe, und Stockacher Bürger bauten prächtige Häuser wie die Villa Fahr und die Villa Hablitzel, die heute im Kontrast zu den Bürgerhäusern in der Oberstadt stehen. 1890 wurde eine Filiale der Trikotagenfabrik Schiesser aus Radolfzell (bis 1995) errichtet und 1892 Stockachs bedeutendster Industriebetrieb, die Eisengießerei Fahr als Zweigwerk der Gottmadinger Maschinenfabrik Fahr, in Betrieb genommen (bis 1985). Des Weiteren entstanden traditionsreiche Hotels. Die Bahnstrecke Radolfzell–Stockach mit dem Bahnhofsgebäude wurde 1867 eröffnet, und der Straßenbau wurde vorangetrieben. So wurde 1844 der weniger stark ansteigende Stadtwall (Neue Straße) zur Straße ausgebaut. 1913 besuchte Großherzogin Hilda von Baden Stockach. 1923 kam das Stockacher Notgeld in Umlauf.

### Seit dem Zweiten Weltkrieg
Im Zweiten Weltkrieg wurde Stockach am 22. und 25. Februar 1945, im Rahmen der alliierten Operation Clarion, eines gemeinsamen Unternehmens der US-amerikanischen und britischen Luftstreitkräfte, Ziel von zwei Luftangriffen. Bomber warfen an beiden Tagen insgesamt 24 Sprengbomben ab. Ziele der Angriffe waren das Bahnhofsareal und die Maschinenfabrik Fahr, in der Gussteile für Panzer produziert wurden. Stockach wurde als erste Stadt im Bodenseegebiet am Abend des 21. April 1945 von einer motorisierten Einheit der Französischen Armee unter General Jean de Lattre de Tassigny eingenommen, woraufhin es zu Übergriffen auf die Zivilbevölkerung kam. Insgesamt kam es zu 50 bis 60 Vergewaltigungen. Am Abend des 22. April zogen die Franzosen Richtung Überlingen weiter, während Bürgermeister Adolf Wendling als Geisel zu Fuß nach Tuttlingen gebracht und Ernst Sigel als neuer Bürgermeister eingesetzt wurde. Einer aus der Radolfzeller Kaserne kommenden Gruppe der Waffen-SS gelang es, am 23. April ins befreite Stockach vorzustoßen und fünf französische Soldaten zu töten. Die SS verübte außerdem ein Massaker an 20 ausländischen Zwangsarbeitern und Kriegsgefangenen, die im Stadtgarten provisorisch beigesetzt wurden. Am 24. April rückten die französischen Truppen erneut in Stockach ein. Als Racheakt wurden zehn prominente Stockacher Männer als Geiseln genommen, welche umgehend erschossen werden sollten. Außerdem wurde gedroht, die Stadt niederzubrennen. Dem damals 36-jährigen Pfarrverweser Alois Mutz, dem neuen Bürgermeister Ernst Sigel und einigen anderen gelang es, die Franzosen von dieser Tat abzuhalten, indem sie unter Eid erklärten, dass die Stockacher an diesen Untaten unschuldig seien. Mit einem 1995 errichteten Denkmal im Stadtgarten wird an die Bemühungen von Alois Mutz und Ernst Sigel nach Kriegsende erinnert. 
Stockach wurde nach dem Zweiten Weltkrieg Teil der Französischen Besatzungszone und des Landes Baden (Südbaden), das die südlichen Landesteile der früheren Republik Baden umfasste und 1952 im neugebildeten Land Baden-Württemberg aufging.
An einige Opfer der nationalsozialistischen Diktatur in Stockach erinnern dreizehn in der Hauptstraße und der Tuttlinger Straße verlegte Stolpersteine.
Von 1936 bis 1972 war Stockach Kreisstadt des Landkreises Stockach. Nach der Auflösung im Zuge der Kreis- und Verwaltungsreform vom 1. Januar 1973 kamen Teile des Landkreises mit Stockach zum Landkreis Konstanz.
In den 50er und 60er Jahren gab bis zu 1200 Schüler bzw. Studenten an der privaten Lang-Schule im Osterholz. Diese Techniker-Schule existiert heute nicht mehr.
Am 1. Oktober 2010 entging die historische Altstadt knapp einer Brandkatastrophe: In der Oberstadt – hier sind die Häuser größtenteils am Giebel zusammengebaut – kam es in der Kronengasse beim „Alt Stocken“ am Gustav-Hammer-Platz zu einem Großbrand.

### Geschichte der Stadtteile
Espasingen
902 „Aspensinga“, wohl vom Personennamen Aspasius. Vermutlich ehemaliges alemannisches Herzogsgut, Besitz der Grafen von Nellenburg und des Klosters St. Georgen. Die Herren von Espasingen waren 1106–1169 edelfrei, 1263–1395 Ministerialen, später offenbar in Stein am Rhein verbürgert. Das Niedergericht hatten spätestens seit dem 15. Jahrhundert die Herren von Bodman inne, die Steuer gingen an die Hegauer Ritterschaft, alle anderen Hoheitsrechte lagen bei der Landgrafschaft Nellenburg. Mit dieser fiel Espasingen 1806 an Württemberg, 1810 an Baden.
Das Schloss der Herren von Bodman diente von 1939 bis 1968 als Brauerei und steht heute weitgehend leer.
Hindelwangen
Erste Erwähnungen des Ortes erfolgen 1138 als „Huntwanga“, „Hundelwanc“ (1211) später „Hindelwang“ (1269). Früher im Besitz der Reichsabtei Salem. Aus dem Jahre 1211 existiert eine Urkunde, die im Rahmen einer Schenkung die Gegenwart des Ritters Heinrich von Hundelwanc bestätigt. Herren von Hindelwangen 1214 und Anfang des 13. Jahrhunderts erwähnt, jedoch nicht sicher einzuordnen. Gehörte ebenfalls zur Landgrafschaft Nellenburg (s. o.).
Hoppetenzell
Hoppetenzell wird im Jahre 777 zum ersten Mal im Testament des Abtes Fulrad des Klosters St. Denis (bei Paris) urkundlich erwähnt. Demnach gehörte zum Besitz des Klosters ein Flecken im Hegau, der mit „Adelungcella“ (oder auch „Adelungscella“ oder „Adalongo cella“, vom Personennamen Adalun) bezeichnet wird. Nachweislich handelt es sich dabei um die heutige Ortschaft Hoppetenzell. 856 „Adalungicella“, 866 „Hadalongcella“, 1275 „Celle“, 1420 und 1456 „Zell im Madach“, 1493 „Hoppentzer Zell im Madach“ genannt; die Herkunft der Namensform ist nicht geklärt. Der Ort wurde Fulrad durch Adalung, Bischof von Eichstätt übertragen. Später war er in Herzogsbesitz. Das Niedergericht besaß 1448 die Johanniterkommende Überlingen, vermutlich aus einer Schenkung der Herren von Bodman. Sämtliche anderen Rechte lagen bei der Landgrafschaft Nellenburg (s. o.).
Mahlspüren im Hegau
Im 13. Jahrhundert „Walsburon“, 1291 „Walsburron“, 1360/70 „Malsburren“, sonst bis Anfang des 17. Jahrhunderts Schreibweise überwiegend mit „W“. Die Ableitung vom Personennamen Walah ist fraglich. Früher war es Besitz der Grafen von Nellenburg und des Konstanzer Bischofs. Burgstall und Niedergericht 1603 durch die Vormünder des Albrecht Hans v. Reischach-Immendingen an Erzherzog Maximilian verkauft, seither zur Landgrafschaft Nellenburg (s. o.), die sämtliche anderen Rechte besaß.
Mahlspüren im Tal / Seelfingen
1091 „Madelesprun“, 1167 „Madilsburran“, 1169 „Madilsbiuron“, vom Personennamen Madel / Mada-lo. Früher Besitz der Grafen von Nellenburg. Niedergericht in Adelsbesitz, 14. Jahrhundert wohl Herren von Heudorf, 1479–1803 im Besitz des Spitals Überlingen, vermutlich durch Kauf von den Herren von Hasenstein. Blutbann bei der Landgrafschaft Nellenburg. Mahlspüren kam 1803 an Baden.
Raithaslach
1155 „Raithaselah“. Es war früher Besitz der Konstanzer Dompropstei sowie der Klöster Salem und Petershausen. Es gehörte  spätestens 1307 zur Landgrafschaft Nellenburg (s. o.), die dort alle Hoheitsrechte hatte.
Wahlwies
839 „Vvalahvis“, 946 „Vvalavvis“, 1247 „Walewis“. Ortsname nicht sicher zu deuten, evtl. Ableitung von ahd. walah = Romane, Welscher. Hier fanden zwei Schlachten statt: 355 gegen die Römer und 915 gegen das Bistum Konstanz um die Wiederherstellung des schwäbischen Herzogtums. Alemannischer Herzogsbesitz, später Besitz zahlreicher Adelsfamilien sowie der Klöster St. Georgen im Schwarzwald und St. Blasien. In Wahlwies wurden Landtage des schwäbischen Herzogs abgehalten. Vielleicht örtlicher Niederadel im 13./14. Jahrhundert; Niedergerichtsherrschaft seit dem 15. Jahrhundert in Händen der Herren von Bodman, vorher der Herren von Homburg. Steuerte zur Ritterschaft, den Blutbann hatten die von Bodman als nellenburgisches Lehen und Nellenburg selbst je zur Hälfte. Wahlwies kam 1806 an Württemberg, 1810 an Baden. Wahlwies ist vor allem durch das dortige Pestalozzi Kinder- und Jugenddorf und eine Waldorfschule bekannt.
Winterspüren
1101 „Ginteres-bouron“, „Wintersbouron“ [ou = u über dem o], 1275 „Winterbúrron“. Früher Grundbesitz des Klosters Allerheiligen in Schaffhausen. Edelfreie Herren von Winterspüren um 1100. Niedergerichtsherrschaft vermutlich in Händen der Herren von Hohenfels, 1477 vermutlich von Herzog Sigmund von Österreich erworben, zur Landgrafschaft Nellenburg (s. o.), die alle sonstigen Rechte hatte.
Zizenhausen

Zizenhausen um 1880. Aquarell v. Gustav v. Bechtolsheim

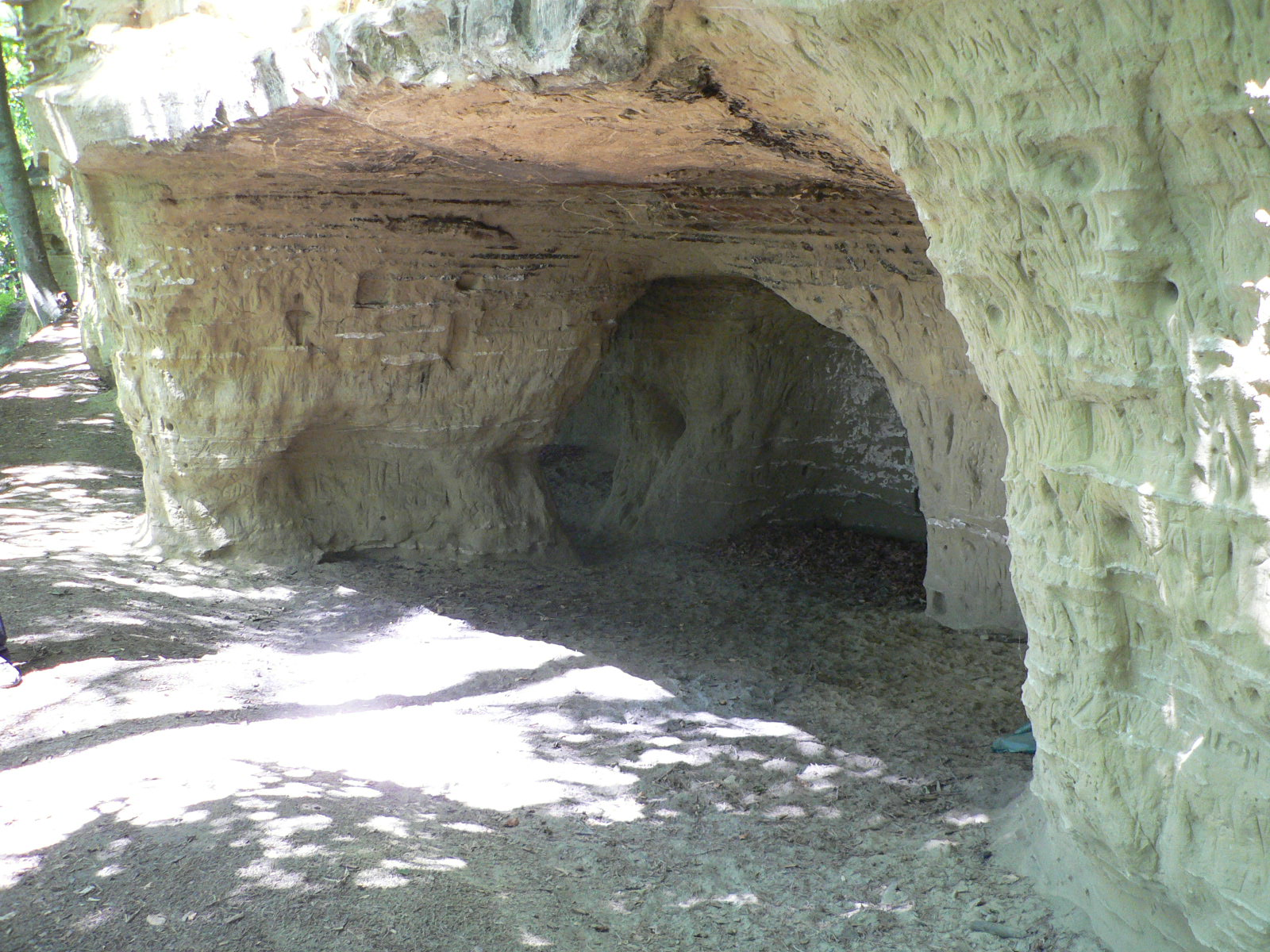
Heidenhöhlen bei Zizenhausen

1227 „Zitzenhausen“. Gehörte mit allen Rechten der Landgrafschaft Nellenburg (s. o.), das Niedergericht wurde 1787 dem Landrichter Carl Anton von Krafft, seit 1781 Grundherr daselbst, überlassen. Die Ortschaft Zizenhausen hat rund 1200 Einwohner. Der Ort ist bekannt durch die Zizenhausener Terrakotten aus einer Manufaktur des 19. Jahrhunderts. Ein Teil dieser von Sammlern hochbegehrten Tonfiguren ist im Schloss Zizenhausen und im Stockacher Stadtmuseum zu sehen. Neben zahlreichen Darstellungen ist besonders der „Basler Totentanz“ bekannt.
Der Ort liegt sieben Kilometer nördlich des Bodensees im Hegau. Geologisch interessant sind die im Ortsgebiet gelegenen „Heidenhöhlen“.

### Eingemeindungen
Im Zuge der baden-württembergischen Gebietsreform in den 1970er Jahren wurden am 1. Dezember 1971 Hindelwangen, am 1. Juli 1972 Winterspüren, am 1. Januar 1973 Espasingen und Mahlspüren im Tal, am 1. Januar 1974 Mahlspüren im Hegau, Raithaslach und Zizenhausen und am 1. Januar 1975 Hoppetenzell und Wahlwies nach Stockach eingemeindet.
Die eingemeindeten Gemeinden bilden Ortschaften im Sinne der baden-württembergischen Gemeindeordnung mit jeweils eigenem Ortschaftsrat und Ortsvorsteher als dessen Vorsitzender.

### Einwohnerentwicklung
1797 waren in Stockach 140 Herdstellen registriert, was etwa 900 Einwohnern entsprach. Bei der Kreisreform Baden-Württemberg 1973 war Stockach mit seinen damals 6500 Einwohnern die kleinste Kreisstadt in Baden-Württemberg. Zum 31. Dezember 2009 zählte Stockach eine Gesamtbevölkerung von 16.618 Personen.

## Religionen
In Stockach gibt es zwei evangelische – in Stockach und Wahlwies – und in den verschiedenen Ortsteilen mehrere katholische Kirchen. Die Stadt gehört zum Kirchenbezirk Überlingen-Stockach der Evangelischen Landeskirche in Baden mit Sitz in Salem.

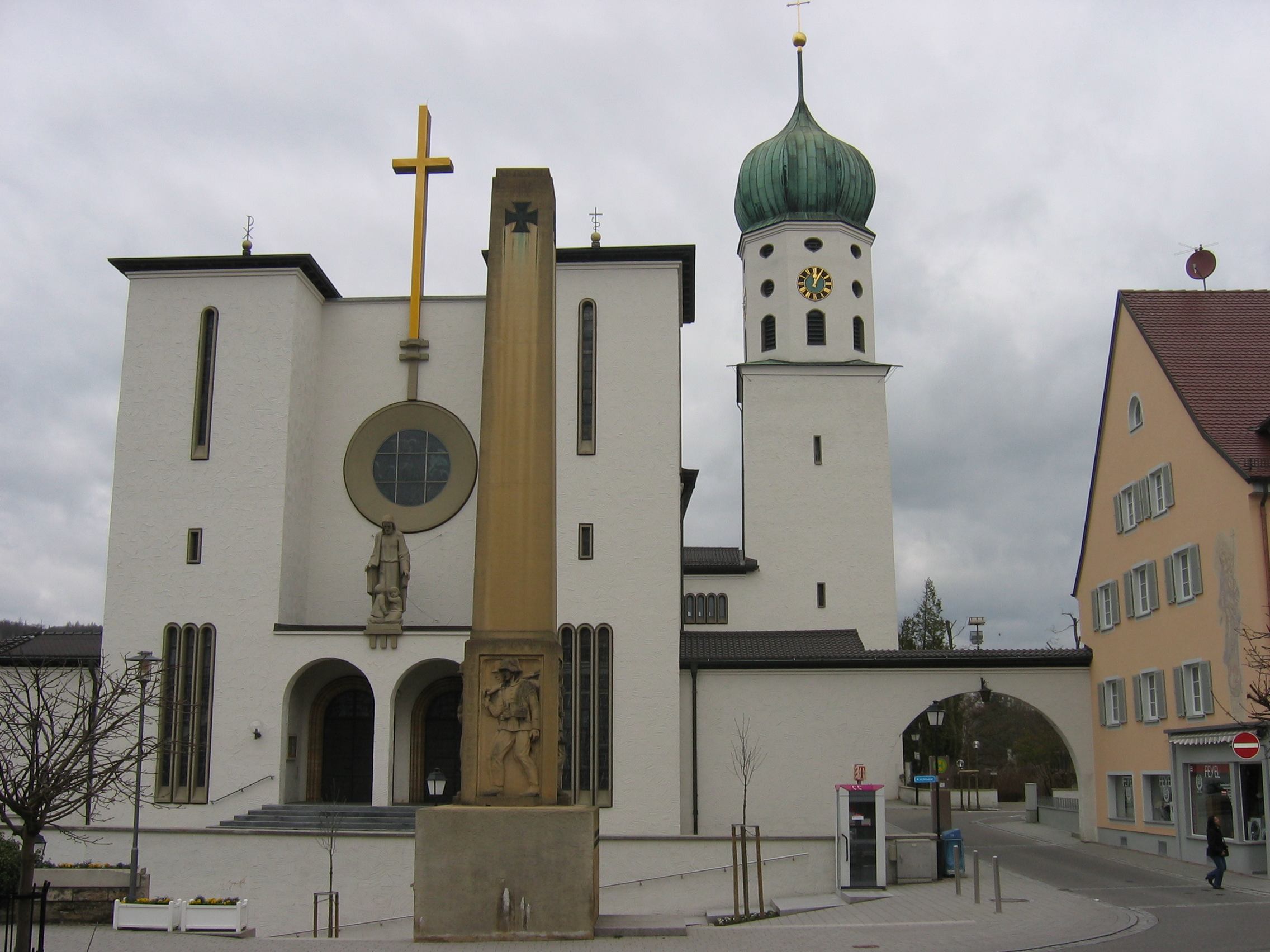
Kath. St.-Oswald-Kirche

Folgende Kirchen und Glaubensgemeinschaften sind in Stockach vertreten:
- Römisch-katholische Kirche
- Evangelische Landeskirche in Baden
- Freie Christengemeinde
- Jehovas Zeugen
- Neuapostolische Kirche

## Politik

### Gemeinderat
Dem Gemeinderat gehören neben dem Bürgermeister als Vorsitzenden 29 Mitglieder (2019: 28) an. Die Kommunalwahl vom 9. Juni 2024 führte zu folgendem Ergebnis:
| Partei / Liste | Stimmenanteil | +/− %p | Sitze | +/− |
| -------------- | ------------- | ------ | ----- | --- |
| CDU            | 41,1 %        | + 2,4  | 120   | + 1 |
| FWV            | 27,0 %        | + 4,8  | 8     | + 2 |
| GRÜNE          | 12,6 %        | − 5,9  | 4     | – 1 |
| SPD            | 14,4 %        | − 0,4  | 4     | ± 0 |
| FDP            | 05,0 %        | − 0,8  | 1     | – 1 |

In Stockach wird nach dem Verfahren der unechten Teilortswahl gewählt, wobei der Stadtteil Hindelwangen zum Wohnbezirk der Kernstadt gezählt wird. Demnach ist die reguläre Sitzverteilung der 26 Mandate, welche letztmalig 2023 angepasst wurde, wie folgt:
- Wohnbezirk Kernstadt/Hindelwangen: 14 Sitze
- Wohnbezirk Espasingen: 1 Sitz
- Wohnbezirk Hoppetenzell: 1 Sitz
- Wohnbezirk Mahlspüren im Hegau: 1 Sitz
- Wohnbezirk Mahlspüren im Tal/Seelfingen: 1 Sitz
- Wohnbezirk Raithaslach: 1 Sitz
- Wohnbezirk Wahlwies: 3 Sitze
- Wohnbezirk Winterspüren: 2 Sitze
- Wohnbezirk Zizenhausen: 2 Sitze

Die tatsächliche Anzahl der Mitglieder des Gemeinderats kann sich durch Überhangmandate und Ausgleichssitze verändern.
Zudem sind in allen Stadtteilen jeweils ein Ortschaftsrat und ein Ortsvorsteher eingerichtet. Der sechsköpfige Ortschaftsrat Mahlspüren im Tal/Seelfingen wird auch nach den Grundsätzen der unechten Teilortswahl gewählt, so werden für den Wohnbezirk Mahlspüren im Tal und den Wohnbezirk Seelfingen jeweils 3 Sitze vorgesehen.

### Bürgermeister
Erster erwähnter Ammann Stockachs war Christoph Reichlin, der 1522 die Geschicke der Stadt lenkte. Die Selbstverwaltung der Gemeinden wurde mit der Gemeindeverordnung Ende des 18. Jahrhunderts erweitert, der Ammann vom Bürgermeister abgelöst. Erster Stockacher Bürgermeister war Ignaz Khuene (Khiene), 1787 bis 1790 an der Spitze des Stadtverwaltung. Von 1844 bis 1848 war Sebastian Straub Stockacher Bürgermeister.
- 27. Juli 1895 bis Oktober 1922: Carl Walcker
- November 1922 bis 20. Mai 1933: Max Lang
- 22. Mai 1933 bis 31. Juli 1938: August Hermann
- 6. August 1938 bis 23. April 1945: Adolf Wendling
- 29. April 1945 bis 26. Juni 1946: Ernst Sigel
- 30. Juni 1946 bis 1969: Alois Deufel[43]
- 1970 bis 1993: Franz Ziwey[43][44]
- 1993 bis 2023: Rainer Stolz
- seit 2024: Susen Katter

Bürgermeisterin ist seit dem 1. Januar 2024 Susen Katter. Sie wurde am 15. Oktober 2023 mit 65,3 Prozent der Stimmen zur Nachfolgerin von Rainer Stolz gewählt, der das Amt zum Jahresende 2023 aus gesundheitlichen Gründen niedergelegt hatte.

### Verwaltungsgemeinschaft
Die Stadt ist Sitz einer Vereinbarten Verwaltungsgemeinschaft mit den Gemeinden Bodman-Ludwigshafen, Eigeltingen, Hohenfels, Mühlingen und Orsingen-Nenzingen mit (2005) insgesamt rund 30.570 Einwohnern. Die Verwaltungsgemeinschaft wurde am 1. Oktober 1975 konstituiert.

### Wappen
| Wappen der Stadt Stockach | Blasonierung: „In Gold (gelb) ein silberner (weißer) Schrägbalken, belegt mit einem gestümmelten roten Ast und begleitet von je einer schrägliegenden, vierendigen blauen Hirschstange.“ |
| Wappen der Stadt Stockach | Wappenbegründung: Das älteste Siegel, von dem Abdrücke seit 1472 belegt sind, zeigt im Wappenschild einen senkrecht stehenden Baumstrunk (Stock). Der gestümmelte Ast, wohl das „redende“ Fleckenzeichen, begegnet auch auf Wappensteinen des 16. und 17. Jahrhunderts. Seit Anfang des 16. Jahrhunderts erscheint die Figur in einem Schrägbalken, Mitte des Jahrhunderts treten die Hirschstangen aus dem Nellenburger Wappen hinzu. Nach verunstalteten Darstellungen des Wappens in den Stadtsiegeln wurde es 1898 in Zeichnung und Tingierung (Nellenburger Farben Blau-Gold; Ast in „natürlichen“ Farben) festgelegt. Der damals als Schildhalter hinzugefügte Engel wird seit 1937 wieder weggelassen. |

Wappen der ehemals eigenständigen Gemeinden und heutigen Ortsteile

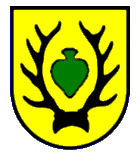
Espasingen
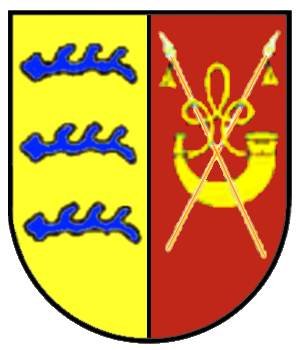
Hindelwangen
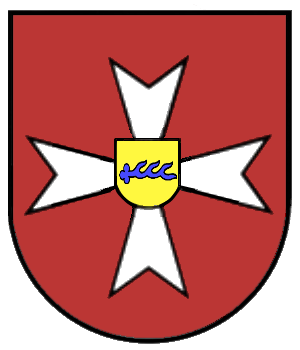
Hoppetenzell
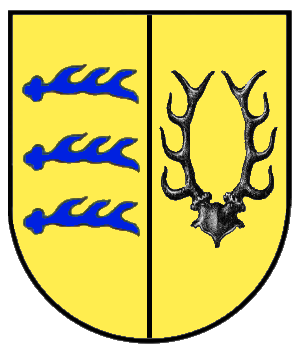
Mahlspüren im Hegau
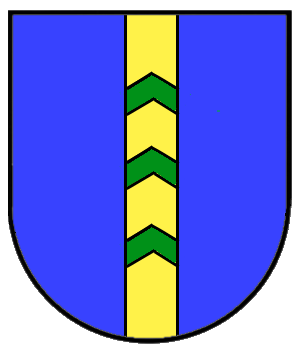
Mahlspüren im Tal
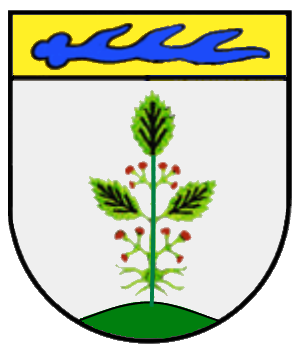
Raithaslach
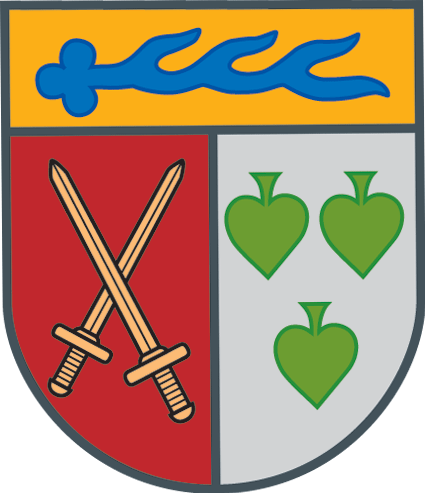
Wahlwies
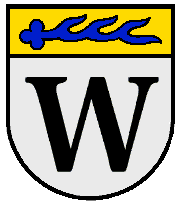
Winterspüren
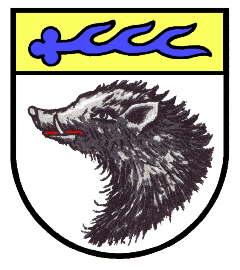
Zizenhausen

### Städtepartnerschaft
Seit dem 17. Juni 1972 besteht eine Städtepartnerschaft zwischen Stockach und der in den Hochsavoyen gelegenen französischen Stadt La Roche-sur-Foron. Seit 1992 besteht darüber hinaus eine Partnerschaft mit der Gemeinde Wermsdorf in Sachsen.

## Kultur und Sehenswürdigkeiten
Stockach versteht sich als das „Tor zum Bodensee“. Aus diesem Grund wurde auch 2010 am südöstlichen Stadtausgang beim Gewerbegebiet Blumhof ein gleichnamiges Kunstwerk platziert.
Der Stockacher Streuobstlehrpfad führt durch eine rund fünf Hektar große Anlage. Hier können 70 verschiedene Obstsorten betrachtet, gekostet und bestimmt werden. Vor allem alte, für die Kulturlandschaft am Bodensee typischen Sorten wurden hier teilweise neu angepflanzt.

### Musik
- Chöre: Eintrachtchor 1836, Kammerchor, sechs Gesangsvereine.
- Orchester: Akkordeon-Orchester Wahlwies, Kammerorchester, Musikschule, acht Musikvereine, zwei Schalmeiengruppen

### Museen
Im Alten Forstamt, im 1. und 2. Dachgeschoss über der Stadtbücherei, befindet sich das Stadtmuseum Stockach.
Opel Oldtimer Konrad Martin ist das Automuseum eines Autohauses. Es stellt etwa 20 Autos von Opel und zwei Motorräder aus.

### Bauwerke

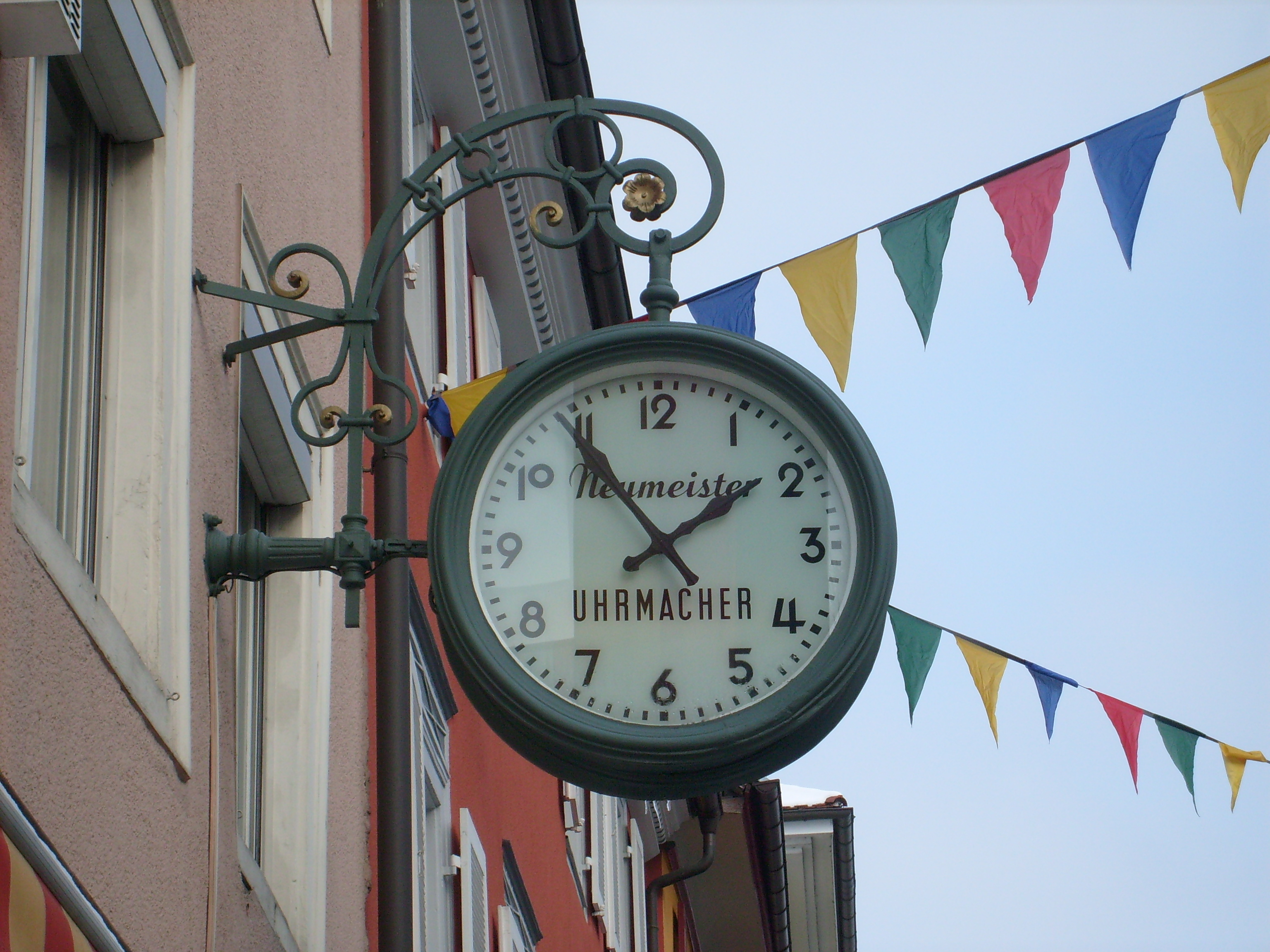
Neumeister-Uhr in der Hauptstraße 17

- Die katholische Kirche St. Oswald mit ihrem barocken Zwiebelturm liegt an der sogenannten Kirchhalde. Das erste katholische Kirchengebäude wurde nach einem Brand im Jahre 1704 zwischen 1707 und 1728 wiederaufgebaut, zunächst noch als Notkirche mit mehreren Bauabschnitten. Der markante Zwiebelturm wurde 1733 fertiggestellt.[53][54] Das Kirchengebäude der katholischen Kirche wurde in den Jahren 1932/1933 vollständig abgerissen und im Anschluss, leicht versetzt, neu aufgebaut. Das Kirchengebäude wurde um einige Meter nach rechts „verschoben“, weswegen das damalige Gasthaus „Löwen“ ebenfalls abgerissen werden musste. Nach damaligen Plänen des Stuttgarter Architekten Otto Lindner sollte nach Willen des Pfarrers und des Stiftungsrates der markante Zwiebelturm des alten Kirchengebäudes nicht wieder erbaut werden, um einem völlig neuen Turm zu weichen. Erst nach langen, teils heftig ausgetragenen Protesten der Bevölkerung, einer damit einhergehenden Spendensammlung und einer beim Erzbischof durchgesetzten Volksabstimmung wurde der Turm nach Plänen des abgerissenen Zwiebelturms wieder als solcher aufgebaut.[53][54] So kam eine Kompromisslösung zustande: die Rekonstruktion der barocken Zwiebelhaube mit einem modernen Kirchenschiff im Stil der neuen Sachlichkeit.[11][55] In der Vorhalle befinden sich zwei barocke Epitaphien von Joseph Anton Feuchtmayer bzw. Johann Georg Dirr. Nach einer ersten gründlichen Renovierung in den Jahren 1971/1972 wurde der Innenraum erneut zwischen Juni 2021 und Dezember 2022 grundlegend renoviert.[53][54]
- Die evangelische Melanchthonkirche von 1883/1884 wurde 1962 erweitert.
- Loretokapelle (18. Jahrhundert) mit barocker Kreuzigungsgruppe und Pfleger-Orgel von 1661, der ältesten bespielbaren Orgel Badens[56]
- Kath. Kirche St. Michael in Hindelwangen mit Pietà (um 1500) und Schutzmantelmadonna (Relief von Hans Ulrich Glöckler, 1610)
- In Zizenhausen, Sennhofstraße, befindet sich die Herz-Jesu-Kirche. Sie wurde 1895 im neugotischen Stil erbaut und genordet. Ihr Chorflankenturm entstand nach 1913. Die Ausstattung stammt aus der Erbauungszeit: Schnitzaltäre, Empore und Kanzel und figürliche Bemalung an der Wand um den Chorbogen.
- Burgruine Nellenburg
- Schloss Espasingen (zuletzt Brauerei und Mälzerei)
- Hans-Kuony-Brunnen von Werner Gürtner (1973)
- Kriegerdenkmal zur Erinnerung an die Toten des Ersten Weltkriegs. Es steht an der Hauptstraße vor der Kirche St. Oswald.
- Stockach beherbergt zwei Skulpturen des im nahen Bodman-Ludwigshafen lebenden Bildhauers Peter Lenk, der Ehrenwortbube und das U 20.
- In Stockach befindet sich Deutschlands älteste noch funktionierende elektroautomatische Außenuhr. Sie wurde 1895 in Betrieb genommen.[57]

### Regelmäßige Veranstaltungen
er

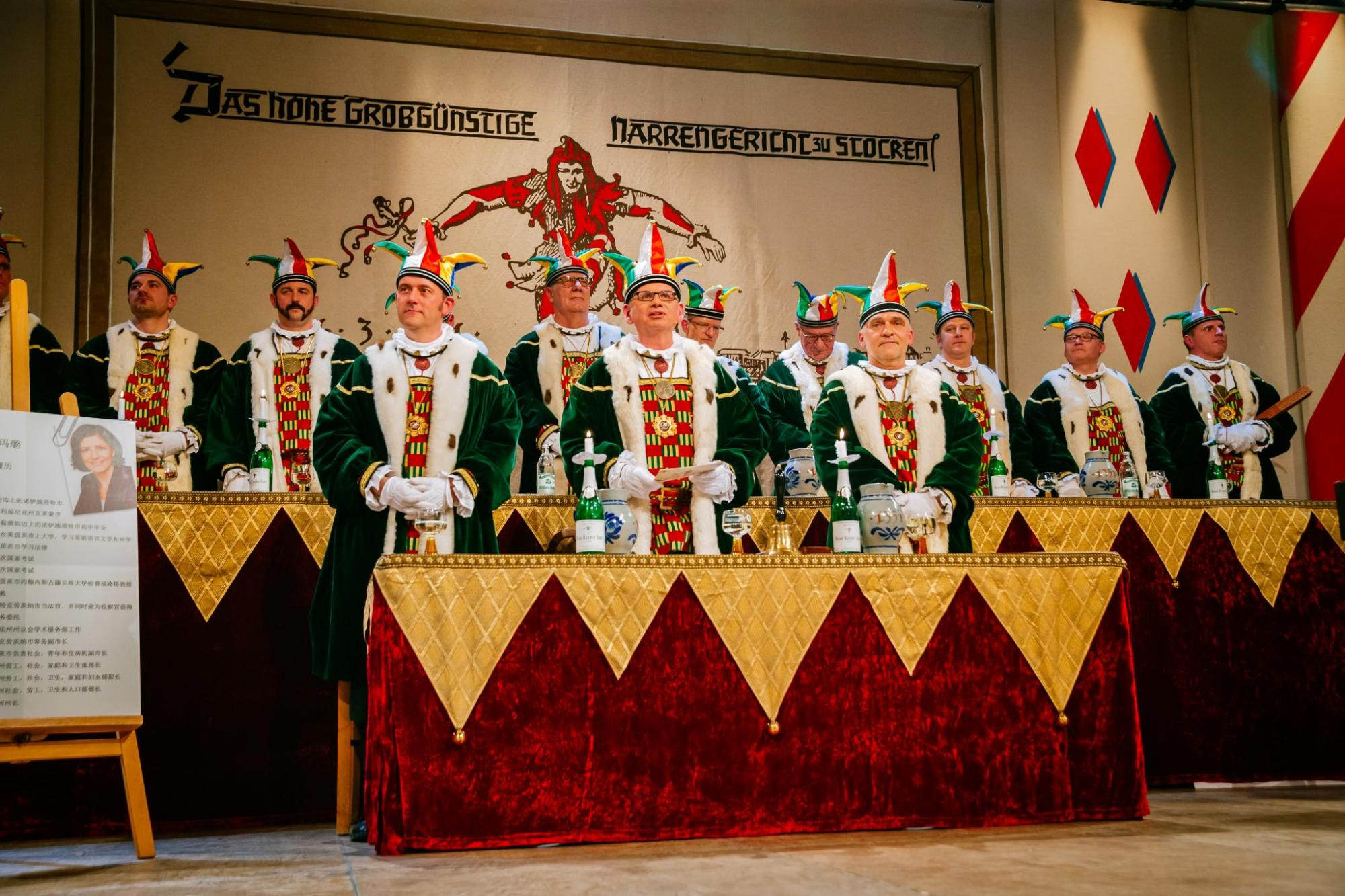
Narrengericht Stockach

Bekannt ist Stockach nicht zuletzt durch seine schwäbisch-alemannische Fastnacht mit dem jährlichen „Stockacher Narrengericht“ am „Schmotzige Dunschtig“, das seit 1351 besteht. Es geht auf eine Begebenheit zurück, bei der der Hofnarr Kuony von Stocken dem habsburgischen Herzog Leopold I. vor der Schlacht am Morgarten gegen die Schweiz zu bedenken gab: „Nun hat hertzog Lupold eynen narren By im/Als danne gern der fürste gewonheit ist/der hyes Kuni vonn stocken/den der hertzog ouch frug wie im die sach gefiele/der Nar antwurt und sprach/sy gefalt mir nit wohl/der hertzog sprach/warumb/da sprach der Nar/darumb ir hant alle geratten wo ir in dz land Switz wellend kommen/aber üwer keiner hett geratten wo ir wyder har uß kommend/das hatten sy für ein gelechter.“ Die Schlacht wurde verloren. Herzog Albrecht der Weise soll daraufhin Stockach im Jahr 1351 ein Narrengerichtsprivileg „für alle Zeiten“ gewährt haben. Das Narrengericht wählt jedes Jahr einen neuen Beklagten aus, der in der öffentlichen und vom SWR-Fernsehen übertragenen Hauptverhandlung vor dem „Hohen Grobgünstigen Narrengericht“ durch den Kläger angeklagt und durch den Fürsprech verteidigt wird und dann sich selber verteidigt. Das Urteil durch den Richter sieht zur Strafe je nach Schwere der Schuld vor, einen oder mehrere Eimer Weines (österreichisches Hohlmaß von 60 Liter) bis zum Laetare-Tag als Buße zu liefern.
Nach neueren wissenschaftlichen Forschungsergebnissen zur Entstehungsgeschichte der Eidgenossenschaft wird die Existenz einer Schlacht am Morgarten allerdings in Frage gestellt und die tatsächliche Gründung eines Stockacher Narrengerichts bleibt ungewiss.
Jährlich im Sommer (Ende Juni) wird am „Schweizertag“ des erfolgreichen Widerstands gegen die schweizerische Belagerung während des Schwabenkrieges (1499) gedacht und mit einem Straßenfest gefeiert.

## Wirtschaft und Infrastruktur
Stockach lebt vom Tourismus und einer Anzahl an Firmen, die international tätig sind. So hat z. B. die ETO-Gruppe dort ihren Sitz sowie ein Werk des Rüstungskonzerns Rheinmetall und Stockach Aluminium, ein Recyclingunternehmen für Aluminiumschrott. Das Industriegebiet „Hardt“ und das Gewerbegebiet „Blumhof“ liegen jeweils an einer Autobahnauffahrt. Im Ortsteil Hindelwangen gibt es das Gewerbegebiet „Himmelreich“.

### Verkehr

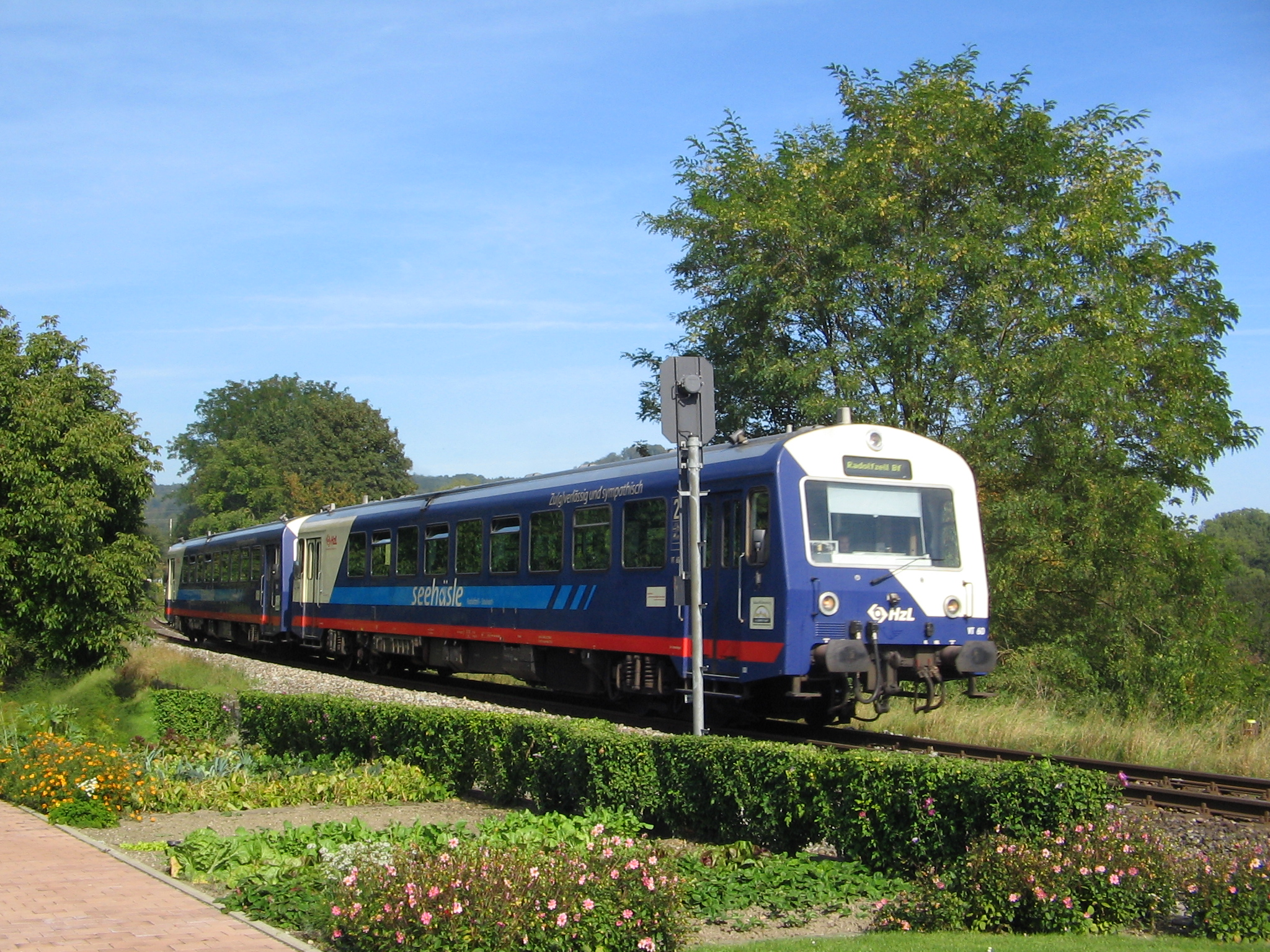
Nahverkehrszug „Seehäsle“

#### Fernstraßen
Die Stadt Stockach ist über zwei Anschlussstellen der Bundesautobahn 98 erreichbar. Im Ort kreuzen sich die Bundesstraßen 14, 31 und 313.

#### Bahn- und Busverkehr
Stockach liegt an der 1873 eröffneten Bahnstrecke Radolfzell–Mengen, der regelmäßige Zugverkehr wurde in den Jahren 1969 bis 1982 eingestellt.
Seit 1996 ist die Stadt durch die Seehäsle genannte Eisenbahnlinie nach Radolfzell auch wieder an den Schienenpersonennahverkehr angebunden.
Der regionale Busverkehr erfolgt im Rahmen des Verkehrsverbunds Hegau-Bodensee, während innerstädtisch ein eigener Tarif gilt.

#### Radverkehr
Durch Alltagsrouten aus dem Radnetz Baden-Württemberg ist Stockach 
- mit Meßkirch,
- über Ludwigshafen und Sipplingen mit Überlingen und
- über Orsingen-Nenzingen und Steißlingen mit Singen am Hohentwiel verbunden.

Die Route nach Meßkirch verläuft aktuell über Zoznegg, als "Zielnetz" ist aber eine Route im Tal über Hoppetenzell und Mühlweiler vorgesehen.
Durch den Stadtteil Wahlwies verlaufen als Radfernwege die D-Route 6 und die Eurovelo-Route 6 (Atlantik - Schwarzes Meer). Zwischen Radolfzell und Tuttlingen verlaufen sie über Stahringen, Wahlwies, Orsingen, Eigeltingen und den Berg Witthoh und verbinden das Rhein-Bodensee-Gebiet mit der Donau. 
Durch Espasingen und Wahlwies verläuft zudem als Landes-Radfernweg der Schwäbische-Alb-Radweg. Er führt über die ganze Schwäbische Alb vom Bodensee nach Donauwörth. Er verläuft von Ludwigshafen über Espasingen nach Wahlwies und über Orsingen, Eigeltingen, Aach und Engen Richtung Donauversickerung bei Immendingen.
Durch Winterspüren verläuft als Landes-Radfernweg der Hohenzollern-Radweg. Er führt von Konstanz über Ludwigshafen und Meßkirch und die hohenzollerischen Städte Sigmaringen und Hechingen nach Weinstadt im Rems-Murr-Kreis.

### Tourismus

#### Wanderwege
Durch Stockach und die Ortsteile verlaufen neben einigen von der Stadt ausgeschilderten Wanderwegen auch der von Spaichingen auf der westlichen Schwäbischen Alb durch Oberschwaben und entlang des Bodensees bis zum Schwarzen Grat im Württemberger Allgäu führende „Heuberg-Allgäu-Weg“ sowie die Via Beuronensis, ein Abschnitt des Jakobswegs nach Spanien. In Stockach endet der von Engen über rund 175 Kilometer durch den Hegau herführende „Hegau-Panorama-Weg“.

### Gericht, Behörden und Einrichtungen
Stockach ist Sitz des Amtsgerichts Stockach, das zum Landgerichtsbezirk Konstanz gehört.
Vom Landratsamt Konstanz gibt es eine Außenstelle für Kfz-Zulassungen und Führerscheine, die im Rathaus untergebracht ist.

### Verkehrsgeschichte

#### Postwesen

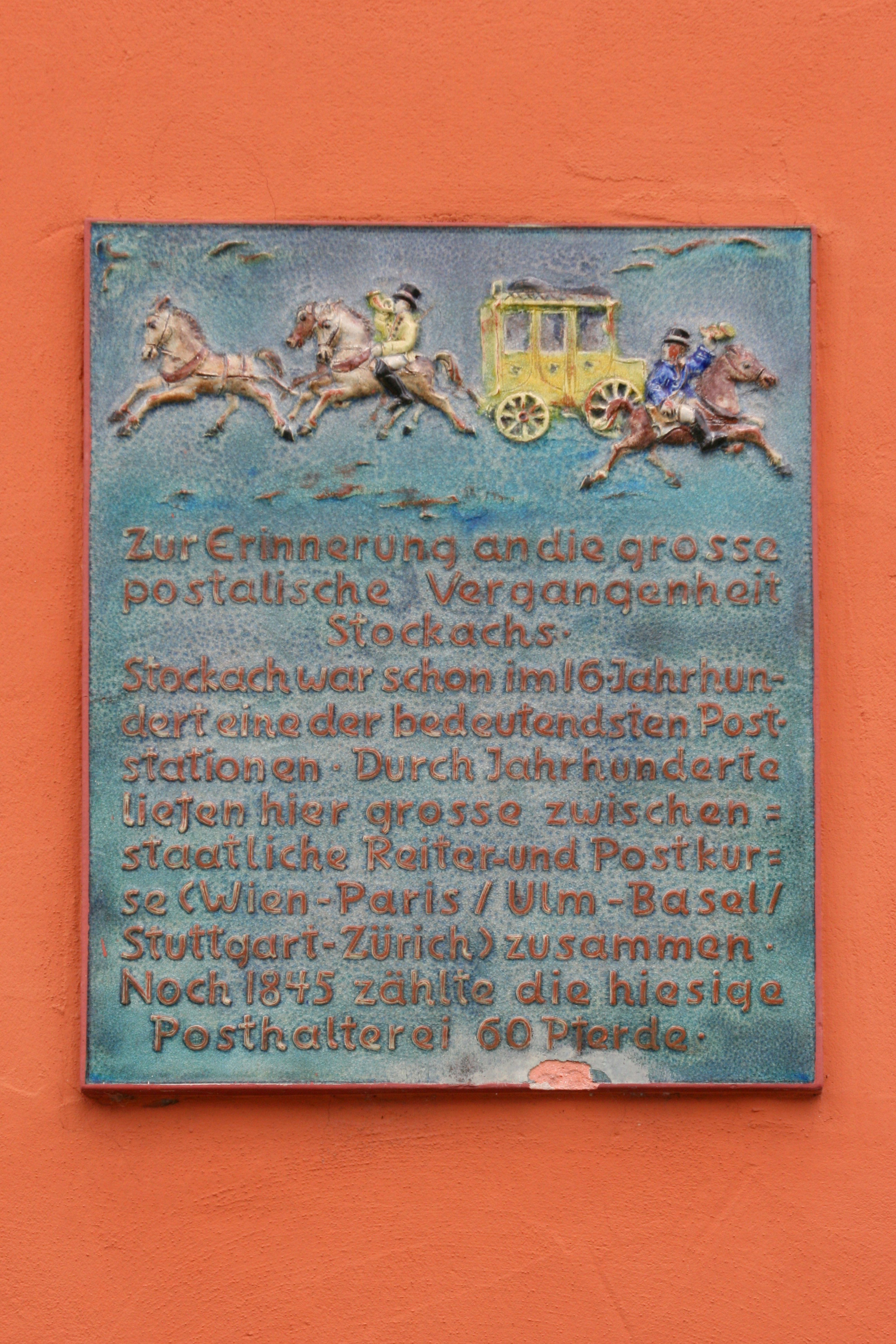
Infotafel am ehemaligen Postamt in der Schillerstraße

Stockach war schon im 16. Jahrhundert eine bedeutende Poststation. Die erstmals 1505 erwähnte Postanstalt gilt als eine der ältesten in Deutschland. Über Jahrhunderte liefen hier große, zwischenstaatliche Reiter- und Postkurse der Strecken Ulm-Basel, Stuttgart-Zürich und Wien-Paris zusammen. 1845 zählte die hiesige Posthalterei noch 60 Pferde.
Privatpersonen mussten vor 1821 ihre Post auf der Stockacher Postanstalt selbst abgeben. Dann entstand durch die Einrichtung einer Amtsbotenanstalt die Möglichkeit, dass Privatpersonen ihre Post einem Amtsboten übergeben konnten. Dieser brachte die Post anfangs zweimal, später dreimal wöchentlich zur Stockacher Postexpedition.
In den 1850er Jahren wurden die Amtbotenanstalt aufgrund stetig zunehmenden Schriftverkehrs aufgehoben, ihre Dienste der Post übertragen und zum 1. Mai 1859 die Landpostanstalt ins Leben gerufen. Im Amtsbezirk Stockach wurden fünf Botenbezirke eingerichtet:
- Botenbezirk No. I
  - Montag/Mittwoch/Freitag: Stockach–Hindelwangen–Zizenhausen–Mahlspüren–Raithaslach–Münchhöf–Hoppetenzell–Stockach
  - Dienstag/Donnerstag/Samstag: Stockach–Mahlspüren im Tal–Winterspüren–Zoznegg–Schwackenreute–Stockach
- Botenbezirk No. II
  - Montag/Mittwoch/Freitag: Liptingen–Schwandorf–Mainwangen–Mühlingen–Gallmannsweil–Liptingen
  - Dienstag/Donnerstag/Samstag: Liptingen–Schwandorf–Hecheln–Heudorf–Rorgenwies–Liptingen
- Botenbezirk No. III
  - Montag bis Samstag: Espasingen–Bodman–Stahringen–Wahlwies–Orsingen–Nenzingen–Rißtorf–Stockach
- Botenbezirk No. IV, ab Aach
- Botenbezirk No. V, ab Eigeltingen

Poststücke, die in die jeweilige Brieflade vor Ort eingeworfen worden waren, wurden vor der Weiterleitung vom Postboten mit einem Uhrradstempel versehen: So erhielten zum Beispiel Poststücke in Hindelwangen die 1., in Gallmannsweil die 8. und in Orsingen die 22.
Im Eisenbahnzeitalter verlor Stockach allmählich seine Zentralfunktion.

### Bildungseinrichtungen
In der Kernstadt gibt es eine Grundschule, das Nellenburg-Gymnasium, den Schulverbund Nellenburg, bestehend aus einer Haupt- und einer Realschule mit Außenklasse der Hannah-Arendt Schule, eine Förderschule, das Berufsschulzentrum, eine Sprachheilschule, die Fachschule für Landwirtschaft, eine Musikschule und eine Volkshochschule (VHS) zur Erwachsenen- und Weiterbildung. Seit August 2015 ist die Grundschule eigenständig. Die Haupt- und Werkrealschule besteht im Schulverbund-Nellenburg mit der Realschule fort.
Im Ortsteil Wahlwies gibt es eine Grundschule sowie eine Freie Waldorfschule.
In Zizenhausen gibt es die Anton-Sohn-Schule, diese Grund- und Hauptschule ist nach dem bekannten Sohn des Dorfes Zizenhausens benannt. Die ersten beiden Klassen der Anton-Sohn-Schule werden im Ortsteil Mahlspüren im Hegau unterrichtet. Eine weitere Grundschule befindet sich im Ortsteil Winterspüren. Ebenso wird im Ortsteil Hindelwangen die erste Klasse unterrichtet. Nach der ersten Klasse gehen die Schüler dann in die zentrale Grundschule der Kernstadt.
Die 2002 neu eingerichtete Stadtbücherei bietet über 25.000 Medien, kostenfreien Internetzugang und zahlreiche Veranstaltungen zur Leseförderung.

## Persönlichkeiten

### Ehrenbürger
- Fritz Geiges (1853–1935), Ehrenbürger von Raithaslach, Glas- und Monumentalmaler, Restaurator für Glasmalerei und Lokalhistoriker.[69]
- 1993: Franz Ziwey (* 1932), 24 Jahre Bürgermeister von Stockach.[70]
- 2017: Heiner Wagner (1931–2019), Stadtrat, Fürsprech im Narrengericht Stockach, Kunstmäzen.
- 2023: Rainer Stolz (* 1956), 30 Jahre Bürgermeister von Stockach.[71]

### Söhne und Töchter der Stadt
- Kuony von Stocken (auch manchmal als Hans Kuony), Begründer des Narrengerichts zu Stockach
- Johann Baptist Glunk (1695–1774), Portraitmaler
- Egid Valentin Felix von Borié (1719–1793), Gesandter im immerwährenden Reichstag, Hof-, Regierungs- und Staatsrat
- Philipp Wilhelm Matthias Curtius (1737–1794), nach 1761 in Paris Gründer eines Wachsfigurenkabinetts und Stiefvater von Marie Tussaud
- Josef Johann Nepomuk Pehem (1740–1799), Kirchenrechtler und Hochschullehrer
- Johann Nepomuk von Buol-Berenberg (1746–1813), Geistlicher
- Joseph Ignaz von Buol-Berenberg (1749–1817), Feldmarschallleutnant, Stadtkommandant von Prag
- Caroline Schleicher (1794–?), Klarinettistin
- Anton von Stabel (1806–1880), Staatsrechtler und Regierungschef
- Gideon Weizel (1807–1872), Staatsrat
- Friedrich Ammermüller (1809–1898), Mediziner, Lehrer, Unternehmer, Publizist und Abgeordneter
- Richard Stocker (1832–1918), geboren in Wahlwies, „Großherzoglicher Verwaltungsbeamter“ in Waldshut und berühmter Tenor (genannt der „Hegausänger“) seiner Zeit; befreundet mit Joseph Victor von Scheffel und Joseph Stöckle
- Emil Lugo (1840–1902), Maler
- Julius Pecher (1842–1901), Hofbaumeister und Schriftsteller
- Rudolf von Buol-Berenberg (1842–1902), Reichstagspräsident aus Zizenhausen
- Roderich Straub (1847–1925), Jurist und Landeskommissär
- Hermann Ludwig Pfeiffer (1858–1924), badischer Oberamtmann
- Max Cramer (1859–1933), Lehrer und Genealoge
- Albert Gockel (1860–1927), Physiker
- Karl Friedrich Gegauf (1860–1926), geboren in Wahlwies, erfand und baute die erste Hohlsaum-Nähmaschine der Welt und legte damit den Grundstein für die Bernina Nähmaschinenfabrik
- Karl Futterer (1866–1906), Geologe, Mineraloge und Asienforscher
- Oskar Keller (1877–1959), Apotheker, Lebensmittelchemiker und Hochschullehrer
- Paul Pfeiffer (1879–1957), Metallkünstler
- Erwin Dorner (1879–1951), Verwaltungs- und Polizeibeamter
- Wilhelm Mattes (1892–1952), geboren in Winterspüren, Politiker (DVP, später GB/BHE), Landtagsabgeordneter
- Sofie Regenscheit (1893–1969), geboren in Winterspüren, Abgeordnete der SPD im Badischen Landtag von 1919 bis 1921
- Leopold Graf (1904–1987), Kommunalpolitiker (CDU)
- Willi Hermann (1907–1977), Komponist mehrerer im Bodenseeraum bis heute bekannter Fasnachtslieder
- Werner Messmer (1927–2016), Industrieller
- Eckhard Heftrich (1928–2023), Literaturwissenschaftler
- Georg Polikeit (* 1929), Journalist und Funktionär (DKP)
- Klaus-Josef Notz (1942–2013), Theologe
- Andreas Renner (* 1959), Politiker (CDU) und ehemaliger Sozialminister Baden-Württembergs
- Martin Hahn (* 1963), Politiker (Bündnis 90/Die Grünen), Landtagsabgeordneter
- Wolfgang Reuther (* 1963), Politiker (CDU) und Landtagsabgeordneter
- Klaus Kempter (* 1964), Historiker
- Martin Kaschny (* 1964), Ökonom
- Sebastian Padotzke (* 1971), Keyboarder und Saxophonist der Rockband Reamonn
- Miranda Jakiša (* 1972), Slawistin
- İsmail Şahin (* 1975), Schauspieler
- Daniel Grunenberg (* 1988), Mitglied des Elektropopduos Glasperlenspiel

### Persönlichkeiten, die vor Ort gewirkt haben
- Anton Sohn (1769–1840), Schöpfer der Zizenhausener Terrakotten, lebte und wirkte von 1799 bis zu seinem Tod im Ortsteil Zizenhausen
- Gustav Rockholtz (1869–1938), Maler, lebte und wirkte von 1919 bis zu seinem Tod in Stockach
- Carl Anton von Krafft (1743–1830), Oberamtmann und Landrichter der Grafschaft Nellenburg und Herr der Grundherrschaft Zizenhausen
- Alois Mutz (1909–2005), 1943 bis 1946 Pfarrverweser von St. Oswald, Träger des Bundesverdienstkreuzes, im April 1945 einer der Retter von Stockach[23][24] und Namensgeber einer Straße in Stockach[72]
- Matthias Reim (* 1957), wohnt mit seiner Frau Christin Stark in Stockach.[73]
- Marc Dumitru (* 1986), Schauspieler und Darsteller in Das Haus Anubis[74], ist in Stockach aufgewachsen